# Casa Milà
Kuća Milà (katalonski: Casa Milà ili "La Pedrera") stambena je zgrada u Barceloni koja gleda u ulicu Passeig de Gràcia, i jedno je od ključnih djela Antonija Gaudíja.
Zgrada je podizana od 1905. do 1910. godine kada je i dobila naziv "La Pedrera", što na katalonskom znači "kamenolom", zbog svoje nepravilne kamene fasade koji izgleda kao prirodna kamena litica.

## Odlike
Ova zgrada je najpotpunije Gaudíjevo djelo i njegovog koncepta prirodne arhitekture. Ona predstavlja kamenu planinu napravljenu ljudskom rukom s brojnim nepravilnim prozorima koji izgledaju kao otvori špilja i balkonima od kojih svaki ima unikatnu ogradu od kovanog željeza.
Gaudí, kao usamljeni i introvertiran katolik, na ovoj je zgradi uspio ostvariti najznačajniju odliku art nouveaua – krajnju vitalnost. Njegova zgrada nije ni u kom slučaju statičan geometrijski prostor, ona nema nijednog pravog kuta, nego predstavlja prostor koji se stalno ponovno rađa i širi. Tlocrt prizemlja pokazuje osobitu organizaciju prostora oko unutarnjeg dvorišta. Između prostorija nepravilnog zakrivljenog plana prolazi uzak, krivudav hodnik neočekivanih usmjerenja. Stanovi se protežu od fasade do fasade obilazeći dvorišta, a vijugavi hodnik povezuje izolirane udaljene prostorije.
Tlocrt je oblikovan u nepravilnome konkavno-konveksnom ritmu koji se ponavlja i na fasadi. Fasada je ostvarena u serijama valova koji prate kretanje cijele zgrade. S druge strane, sam Gaudí je rekao: "kutovi će jednog dana nestati i materijal će se manifestirati u zvjezdanim oblinama: sunce će prodirati sa sve četiri strane i bit će to slika raja … a moja palača će više zračiti od samoga svjetla". 
Mekano oblikovanje i pokrenutost daju volumenu skulpturalni karakter, a upotrebom različitih materijala (željezo, fajansa) koji su ornamentalno obrađeni, i različitih boja, stvoreni su slikarski efekti.
Gaudí je namjesto krova zgrade ostvario potpunu umjetničku slobodu mašte u oblikovanju terase s vrtovima oko velikog dvorišta koje je ispunjeno zakrabuljenim mističnim čudovištima (unikatni dimnjaci). U ovom apstraktnom ambijentu Gaudí je ostvario sve odlike nadrealizma koji će se kao umjetnički pravac pojaviti tek dvadesetak godina kasnije.
- Kuća Milà danju
- Model prizemlja
- Jedinstveni dimnjaci
- Pogled kroz lukove ispod terase
- Pogled iz dvorišta prema gore.

## Poveznice
- Djela Antonia Gaudija
- Art Nouveau

## Vanjske poveznice
- Kuće Milà
- Slike Kuće Milà
- Namještaj i dekoracije Kuće Milà